# Vounária (Messénie)
Vounária, en grec moderne : Βουνάρια, est un village du dème de Pylos-Nestor, district régional de Messénie, en Grèce.
Selon le recensement de 2011, la population du village compte 165 habitants.